# حسام بن عبد المحسن العنقري
حسام بن عبدالمحسن العنقري، رئيس الديوان العام للمحاسبة (بمرتبة وزير) في المملكة العربية السعودية منذ رجب 1437 هـ (مايو 2016م)، ويتولى الإشراف على تنظيم الديوان وإدارة أعماله المتعلقة بالرقابة اللاحقة على جميع إيرادات الدولة ومصروفاتها، وكذلك مراقبة كافة أموال الدولة المنقولة والثابتة، ومراقبة حسن استعمال هذه الأموال واستغلالها والمحافظة عليها، كما يشرف على إعداد التقرير السنوي للديوان عن نتائج المراجعة المالية ومراجعة الالتزام والرقابة على الأداء، ويحظى بشرف تقديمه سنوياً لمقام خادم الحرمين الشريفين الملك سلمان بن عبدالعزيز آل سعود. كما يرأس مجلس إدارة الهيئة السعودية للمراجعين الداخليين منذ ربيع الأول 1442 هـ (نوفمبر 2020م).

## نشأته وتعليمه
هو حسام بن عبدالمحسن بن عبدالعزيز بن عبدالله بن ناصر بن عبدالله بن إبراهيم بن سليمان بن ناصر بن إبراهيم العنقري. وُلد في مدينة الرياض في المملكة العربية السعودية. والده رجل الأعمال عبدالمحسن بن عبدالعزيز العنقري (توفي في عام 1387هـ - 1967م)، وهو من مؤسسي إحدى كبار شركات المقاولات في المملكة، ووالدته هي الجوهرة بنت عبدالرحمن بن مساعد السويلم (توفيت في عام 1433هـ - 2011م). متزوج من لطيفة بنت محمد بن عبدالرحمن بن ملّوح، ولديه من الأبناء عبدالمحسن، والجوهرة، وسلطانة.
نشأ في محافظة جدة وتلقى مراحل تعليمه الأولى بمدارس الثغر النموذجية، وأظهر تفوقاً علمياً منذ سن مبكرة، واستمر بهذا التفوق إلى أن اختتم مسيرته التعليمية بحصوله على شهادة الدكتوراه في المحاسبة والإدارة المالية من جامعة إسكس بالمملكة المتحدة في عام 1420هـ (2000م).

## مسيرته المهنية
شغل الدكتور حسام العنقري العديد من المناصب، فقد بدأ مسيرته الوظيفية معيداً في كلية الاقتصاد والإدارة في جامعة الملك عبدالعزيز بجدة عام 1412هـ (1991م)، ثم رُقِّي إلى أستاذ مساعد في عام 1420هـ (2000م) بالتزامن مع حصوله على شهادة الدكتوراه في المحاسبة والإدارة المالية من جامعة إسكس بالمملكة المتحدة، ثم إلى أستاذ مشارك في عام 1425هـ (2004م)، وصولاً إلى درجة الأستاذية (بروفيسور) في عام 1429هـ (2008م).
بالإضافة إلى ذلك، تولى مناصب قيادية في جامعة الملك عبدالعزيز، منها: وكيل الدراسات العليا والبحث العلمي في كلية الاقتصاد والإدارة لمدة أربعة أعوام ابتداءً من عام 1426هـ (2005م)، ثم عميداً للكلية ذاتها لأربعة أعوام ابتداءً من عام 1430هـ (2009م)، كما كُلِّف - خلال الفترة نفسها - عميداً لكلية الحقوق بالجامعة.
قاد الدكتور حسام العنقري كلية الاقتصاد والإدارة لتحقيق نقلات نوعية خلال عمادته لها، وبالأخص في تحقيق متطلبات الاعتماد الأكاديمي المؤسسي الدولي، وما واكب ذلك من تطور نوعي في البرامج الأكاديمية وحراك البحث العلمي، فضلاً عن إنشاء أول مكتبة رقمية في المملكة العربية السعودية، وتنظيم أول مؤتمر اقتصادي للكلية، وتدشين برنامجي «اللقاء العلمي الشهري»، و«طاولة الحوار الأكاديمي»، وتحويل قسم الأنظمة بكلية الاقتصاد والإدارة إلى كلية مستقلة باسم «كلية الحقوق»، وتحويل مركز الاقتصاد الإسلامي بالجامعة إلى معهد مستقل باسم «معهد الاقتصاد الإسلامي»، وإطلاق عدد من الكراسي العلمية.
وخلال تلك الفترة، شارك الدكتور العنقري في رئاسة وعضوية عدد من المجالس واللجان الأكاديمية والإدارية والمهنية داخل جامعة الملك عبدالعزيز ولدى العديد من الشركات التجارية والجهات الحكومية والهيئات المهنية المحلية والإقليمية.
وبعد مسيرته في الجامعة، عُين عضواً في مجلس الشورى في عام 1434هـ (2013م) لأربعة أعوام، وانتُخب نائباً لرئيس اللجنة المالية بالمجلس في السنتين الأولى والثانية، ثم رئيساً لها في السنتين الثالثة والرابعة. خلال هذه الفترة، قدّم خمسة مقترحات لأنظمة جديدة وتعديلات لأنظمة نافذة وفق المادة (الثالثة والعشرين) من نظام مجلس الشورى، حصلت جميعها على موافقة المجلس بملاءمة دراستها.

## إنجازاته

### إنجازاته في الديوان العام للمحاسبة
في عام 1437هـ (2016م) صدر الأمر الملكي بتعيين الدكتور حسام العنقري رئيساً للديوان العام للمحاسبة بمرتبة وزير، ومنذ ذلك الحين عمل على دفع عجلة التطوير في كافة جوانب ومظاهر العمل في الديوان ليكون أكثر كفاءة وفاعلية. ومن أبرز إنجازاته في الديوان ما يلي:

#### إعادة هيكلة الديوان
عمل الدكتور العنقري وبشكلٍ فعّال على إعادة هيكلة الديوان العام للمحاسبة بما يخدم مهامه واختصاصاته الرقابية والفنية، وعلى إثر ذلك صدرت أوامر ملكية تقضي بتعديل اسم الديوان من «ديوان المراقبة العامة» إلى «الديوان العام للمحاسبة»، وتعديل عدد من مواد نظامه والتي بموجبها رُبط بالملك ومُنح الشخصية الاعتبارية والاستقلال المالي والإداري، وكذلك اعتماد الهيكل التنظيمي للديوان العام للمحاسبة واللوائح المالية والإدارية الخاصة بنظام الديوان المُعدّل. وبالتزامن مع هذا التحوّل فقد دشّن الدكتور العنقري في عام 1445هـ (2023م) هوية احتفال الديوان بمناسبة مرور مئة عام على إنشائه تحت شعار «مئة عام في حفظ المال العام»، معلناً عن بداية القرن الثاني من مسيرة الديوان الحافلة بالعطاء والإنجاز.

#### إطلاق منهجية المراجعة وفقاً لأساس الاستحقاق المحاسبي
قاد الدكتور العنقري عملية التحول في عمليات المراجعة من الأساس النقدي إلى أساس الاستحقاق المحاسبي من جانب تنفيذ عملية مراجعة الحسابات الختامية المعدة وفقاً للأساس النقدي إلى مراجعة القوائم المالية المُعدة وفقاً لأساس الاستحقاق المحاسبي، واعتمد منهجيتها المتكاملة والمتوافقة مع المعايير الدولية للأجهزة العليا للرقابة المالية العامة والمحاسبة (بالإنجليزية: International Standards of Supreme Audit Institutions, ISSAIs) الصادرة عن المنظمة الدولية للأجهزة العليا للرقابة المالية العامة والمحاسبة (الإنتوساي) (بالإنجليزية: INTOSAI)، وفي إطار نظام إلكتروني يُتيح التنفيذ من خلال منظومة المراجعة الإلكترونية «شامل» بجميع مراحل عملية المراجعة من تخطيط وتنفيذ وإعداد تقارير ومتابعة، وقد طُبِّقت فعليّاً هذه المنهجية المطوّرة على القوائم المالية للجهات الحكومية والقوائم المالية الموحدة للدولة  ابتداءً من عام 1444هـ (2023م)؛ ما أسهم في تعزيز فعاليّة الرقابة المالية اللاحقة بما يتماشى مع النهضة الاقتصادية التي تشهدها المملكة وفق رؤيتها 2030.

#### تبني رحلة التحول الرقمي
تبنى الدكتور العنقري رحلة التحوّل الرقمي في الديوان العام للمحاسبة من خلال إطلاق المنصات الإلكترونية وتفعيل أدوات وتطبيقات الذكاء الاصطناعي والتحليل المالي المتقدم، حيث أطلق عدداً من المنصات والأنظمة الإلكترونية، منها: منظومة الرقابة الإلكترونية «شامل» في (إصدارها الأول) في عام 1437هـ (2016م)، والتي تربط الديوان آليّاً مع الجهات المشمولة برقابته ومن خلالها تُنفّذ وتُفعّل إجراءات المراجعة. تبع ذلك (الإصدار الثاني) من منصة شامل (بالإنجليزية: Shamel 2.0) في عام 1445هـ (2024م)، والذي يواكب المرحلة الجديدة من رحلة التحول الرقمي، وقد صُمِّم هذا الإصدار وفق أحدث التقنيات والحلول الرقمية التي تتيح توظيف تقنيات الذكاء الاصطناعي والوصول إلى بحيرة بيانات مركزية تُمكّن من إجراء التحليلات المتقدمة ودعم أعمال المراجعة المالية والالتزام والرقابة على الأداء بما يتوافق مع المعايير الدولية وأفضل الممارسات المهنية.
وقبل ذلك أطلق في عام 1440هـ (2019م) منصة «وثيقة»، التي تُعد قاعدة بيانات قانونية مركزية تحتوي على الأحكام والأدوات النظامية والقانونية، وتعد مكتبة إلكترونية للوثائق الحكومية، وهو ما أتاح لمنسوبي الديوان ومنسوبي الجهات المشمولة برقابته الاستفادة من محتواها في أعمالهم.

#### الاستثمار في رأس المال البشري
مع اعتماد الهيكل التنظيمي للديوان العام للمحاسبة ولائحتيه الإدارية والمالية، تمكّن الدكتور حسام العنقري من استقطاب الكفاءات المهنية المُميّزة في مجالات عمل الديوان العام للمحاسبة وتعزيز ما يزخر به من طاقات وخبرات بشرية، وعمل على إيجاد الأدوات والمُمكّنات اللازمة لبناء القدرات داخل الديوان، وذلك من خلال استحداث وتدشين منظومة التحفيز والتميّز البشري «همة» (بالإنجليزية: Human Excellence and Motivation Hub, HEMH) التي تُعنى بتطوير أداء موظفي الديوان وفق مكونات رئيسة طموحة مبنية على أسس فنية تستهدف الاستثمار الأمثل في رأس المال البشري، ومن ضمن مكوناتها منصة «صقل» (بالإنجليزية: Smart Course Library, SCL) والتي تُعد مكتبة للمواد التدريبية الذكية وتضم برامج ودورات تدريبية متخصصة في مجالات عمل الديوان؛ بما يُعزز من المعرفة التخصصية وحصول منسوبي الديوان على التعليم المهني المستمر.
وسبق ذلك، قيامه في عام  1439هـ (2018م) بتدشين المركز السعودي للمراجعة المالية والرقابة على الأداء بالديوان ليكون مركزاً تدريبياً متخصصاً في تنفيذ البرامج التدريبية في مجالات المحاسبة والمراجعة المالية والرقابة الداخلية والرقابة على الأداء لمنسوبي الديوان ومنسوبي الجهات المشمولة برقابته ومنسوبي الأجهزة النظيرة بالدول الأعضاء في المنظمات الإقليمية والدولية للأجهزة العليا للرقابة المالية العامة والمحاسبة، إضافةً إلى الفئات المستهدفة في مجالات المحاسبة والمراجعة والمجالات الأخرى ذات العلاقة من القطاعين العام والخاص والأفراد.

### إسهاماته الإقليمية والدولية
نجحت مساعي الدكتور العنقري في اعتماد استحداث مقعد جديد في المجلس التنفيذي للمنظمة الدولية للأجهزة العليا للرقابة المالية العامة والمحاسبة الإنتوساي مخصص لرئيس لجنة السياسات والشؤون المالية والإدارية بالمنظمة، وكذلك تولي رئيس هذه اللجنة لمنصب النائب الثاني لرئاسة المنظمة؛ وفي ضوئه اعتُمد تعيين الديوان العام للمحاسبة بالمملكة العربية السعودية رئيساً للجنة السياسات والشؤون المالية والإدارية بمنظمة الإنتوساي ونائباً ثانياً لرئاستها، وكذلك رئيساً لجانب الإنتوساي في اللجنة التوجيهية لتعاون الإنتوساي والمانحين الذين يمثلهم البنك الدولي، وذلك في اجتماع الجمعية العمومية (الثالث والعشرين) للمنظمة الذي عُقد في موسكو بجمهورية روسيا الاتحادية في عام 1441هـ (2019م). كما نجح - كأول ممثل لجهاز عربي في الانضمام لمجلس إدارة مبادرة الإنتوساي للتنمية منذ جمادى الآخرة 1444هـ (يناير 2023م).
بالإضافة إلى ذلك تمكّن الدكتور العنقري من إحداث نقلة نوعية في مستوى تمثيل الديوان للمملكة في المنظمات الإقليمية والدولية للأجهزة العليا للرقابة المالية العامة والمحاسبة، حيث أثمرت جهوده عن فوز المملكة العربية السعودية - ممثلةً بالديوان العام للمحاسبة - برئاسة عدد من المنظمات وهي:
- المنظمة العربية للأجهزة العليا للرقابة المالية العامة والمحاسبة (الأرابوساي) للفترة 1444-1447هـ (2022-2025م)،[19] وللفترة 1447-1450هـ (2025-2028م).[20]
- المنظمة الآسيوية للأجهزة العليا للرقابة المالية العامة والمحاسبة (الآسوساي) للفترة 1449 -1452هـ (2027-2030م).[21]
- المنظمة الدولية للأجهزة العليا للرقابة المالية العامة والمحاسبة (الإنتوساي) للفترة 1453-1456هـ (2031-2034م).

ومن خلال رئاسته لمجلس إدارة الهيئة السعودية للمراجعين الداخليين نجح دولياً في الانضمام لمجلس إدارة المعهد الدولي للمراجعين الداخليين كأول عربي يشارك في عضوية المجلس ابتداءً من ذي الحجة 1443هـ (يوليو 2022م)، وإقليميّاً في تأسيس الاتحاد العربي لجمعيات المراجعين الداخليين ليكون برئاسة المملكة ومقره فيها، ويأتي ذلك في إطار جهوده نحو تعزيز التعاون الدولي والإقليمي في مجال المراجعة الداخلية من خلال تبادل المعارف والخبرات، والإسهام في تطوير المعايير والممارسات المهنية في المجالات ذوات الصلة.
وقد أسهمت جهود الدكتور العنقري خلال مشاركاته في المنظمات الدولية والإقليمية للأجهزة العُليا للرقابة المالية العامة والمحاسبة في تأصيل ودعم استقلالية الأجهزة العليا للرقابة المالية العامة والمحاسبة، وتعزيز دور هذه الأجهزة في الرقابة على تنفيذ أهداف التنمية المستدامة لتكون ضمن الجهود المبذولة اتساقاً بما يتضمنه برنامج الأمم المتحدة الإنمائي، وكذلك تقديم الدعم المؤسسي وتوفير سبل التطوير وبناء القدرات للأجهزة العليا للرقابة المالية العامة والمحاسبة بالدول النامية.
ويُضاف إلى ذلك جهوده في تعزيز العلاقات الثنائية بين الديوان العام للمحاسبة والأجهزة النظيرة في عددٍ من الدول والتي أثمر عنها إبرام العديد من مذكرات التفاهم للتعاون في مجال العمل المحاسبي والرقابي والمهني بهدف تبادل التجارب والخبرات العملية، كان أولها في عام 1438هـ (2016م).

## مناصبه

### المناصب المحلية والإقليمية
- رئيس الديوان العام للمحاسبة.[24]
- رئيس مجلس إدارة الهيئة السعودية للمراجعين الداخليين.[25]
- رئيس الاتحاد العربي لجمعيات المراجعين الداخليين.[25]
- رئيس المنظمة العربية للأجهزة العليا للرقابة المالية العامة والمحاسبة (الأرابوساي).[19]
- عضو المجلس التنفيذي للمنظمة الآسيوية للأجهزة العليا للرقابة المالية العامة والمحاسبة (الآسوساي)،[26] وسيتولى رئاسة المجلس للفترة 1448 -1451هـ  (2027-2030م).[21]
- عضو لجنة رؤساء دواوين المراقبة والمحاسبة بدول مجلس التعاون لدول الخليج العربية.[27]

### المناصب الدولية
- النائب الثاني لرئاسة المنظمة الدولية للأجهزة العليا للرقابة المالية العامة والمحاسبة (الإنتوساي).[28]
- رئيس لجنة السياسات والشؤون المالية والإدارية بمنظمة الإنتوساي (بالإنجليزية: Policy, Finance and Administration Committee, PFAC).[15]
- رئيس جانب الإنتوساي في اللجنة التوجيهية للتعاون مع مجتمع المانحين (بالإنجليزية: INTOSAI Donor Cooperation Steering Committee, IDSC).
- عضو مجلس إدارة مبادرة الإنتوساي للتنمية (بالإنجليزية: INTOSAI Development Initiative, IDI).[18]
- عضو في مجموعة مشاركة رؤساء الأجهزة العليا للرقابة المالية العامة والمحاسبة في الدول الأعضاء بمجموعة العشرين (SAI20).[29]
- عضو مجلس إدارة المعهد الدولي للمراجعين الداخليين (بالإنجليزية: The Institute of Internal Auditors, IIA).[30]

## اهتماماته
تتمحور اهتمامات الدكتور حسام العنقري في الموضوعات والقضايا الناشئة المتعلقة بمجالات عمل الأجهزة العليا للرقابة المالية العامة والمحاسبة، ويشمل ذلك تحسين كفاءة وفاعلية المراجعة من خلال تطوير منهجيات مبتكرة تعزز من أثرها وقيمتها المضافة، والاستفادة من البيانات الضخمة في دراسة وتحليل المخاطر وإجراءات المراجعة التحليلية، وتوظيف أدوات وتطبيقات الذكاء الاصطناعي في عمليات المراجعة، كما يهتم بتطوير الأدوات والنماذج التي تقيس الأثر الاقتصادي لهذه الأجهزة على الناتج المحلي الإجمالي وغيره من المقاييس والمؤشرات الاقتصادية، إضافةً لاهتمامه بتعزيز الأداء المؤسسي من خلال تطوير منهجيات الحوكمة وتطبيقاتها، وإعادة هيكلة الأعمال بما يتماشى مع أهداف التخطيط الاستراتيجي والاستدامة، وتفعيل إدارة التغيير للتكيّف مع المتغيرات المستمرة، ودعم الاستثمارات في البنية التحتية لتحسين الكفاءة التشغيلية وضمان تحقيق بيئة مؤسسية أكثر شفافية واستدامة.

## إصداراته العلمية
ساهم الدكتور العنقري في إثراء المكتبة العربية بعدة إصدارات، من بينها:
- كتاب «مراجعة الحسابات في المملكة العربية السعودية»؛[31] والذي يقدم نظرة معمقة على معايير التدقيق في المملكة وآليات تطبيقها، وقد صدر في ثلاث طبعات.
- كتاب «من يحاسب المحاسب القانوني؟»؛[32] والذي يناقش قضايا الرقابة المالية والمساءلة، ويسلط الضوء على الدور الحيوي للمراجعين الداخليين والخارجيين في تعزيز الشفافية المالية.

إضافةً إلى ذلك، قدّم الدكتور العنقري أكثر من خمسين بحثاً علمياً باللغتين العربية والإنجليزية، وشارك في تحكيم الرسائل العلمية والبحوث والإشراف عليها، بالإضافة إلى مشاركته في العديد من المؤتمرات والندوات وورش العمل داخل وخارج المملكة.
وفي هذا الإطار، وخلال رئاسته للديوان العام للمحاسبة أطلق في عام 1441هـ (2020م) مجلة علمية محكمة باسم «مجلة الديوان العام للمحاسبة» وهي مجلة دورية تصدر عن الديوان؛ بهدف إتاحة الفرصة للباحثين لنشر نتاجهم العلمي الرصين وتقديم الدراسات والأبحاث ذات الطابع التطبيقي في مجالات المحاسبة والمراجعة والرقابة على الأداء والحوكمة، على المستويات المحلية والإقليمية والدولية.